# 木曾家村
木曾 家村／家邨（きそ いえむら、正応5年（1292年） - 延元4年/暦応2年（1339年）頃）は、鎌倉時代末期から南北朝時代の武将。通称は又太郎。木曾家7代当主。官位は讃岐守、禅翁と号した。
木曾義仲七世孫、基宗六世孫とされ、家教の長子、大石信重の兄。太郎義親・安食野次郎家昌・三郎家景・四郎家満らの父。

## 生涯
家村の事項は木曾家の家譜『高遠記集成』（『木曽福島町史』）に見える。それによると、元々は上野沼田の豪族で、母方の秀郷流沼田氏の庇護を受けたという。
やがて家村は徐々に実力を蓄えて、次弟の家定・三弟の大石信重・末弟の家道とともに北朝方として挙兵し、足利尊氏の傘下に入ったという。 
建武2年（1335年）の中先代の乱では、信州で諏訪頼重とともに挙兵し鎌倉を占拠した北条時行の軍勢と激突し、これを大破し戦功を収めたという。
このことから、家村は尊氏から絶賛され、安曇郡上野（牧野）（松本市梓川）・西光寺（同市）・西牧（同市）・筑摩郡洗馬（塩尻市）・伊那郡高遠（伊那市高遠町）という木曾谷を中心とした広大な領土を賜ったという。さらに、近江国の浅須摩・知久間・四ツ木・川瀬をも与えられ、木曾氏復興の祖と称したという。
しかし、4人の息子たちは家村に先立って夭折したため、甥の家頼（家道の子）を養子に迎え、家督を譲って逝去したという。